# Tangata stewartensis
Tangata stewartensis là một loài nhện trong họ Orsolobidae.
Loài này thuộc chi Tangata. Tangata stewartensis được Raymond Robert Forster miêu tả năm 1956.